# فرانه
Faranah ( n'ko : ߝߙߊߣߊ߫߫) یک شهر و زیر امنیت در گینه مرکزی است که در کنار رودخانه نیجر قرار دارد.در سال 2014 جمعیت آن 78108 نفر بوده است. این شهر عمدتاً توسط مردم مالینکه سکونت دارد.